# Nottingham Forest FC
Nottingham Forest Football Club este un club de fotbal din Nottingham, Anglia, care în prezent evoluează în Premier League.
Ea este unica echipă din Europa care are mai multe trofee ale Ligii Campionilor decât titluri de campioană națională, reușind să câștige de două ori Cupa Campionilor Europeni, în 1978–79 și 1979–80, și o singură dată campionatul Angliei în 1977–78. Sponsorul 2016/2017 este 888sport.

## Lotul actual
La 18 august 2025.
| Nr. |                  | Poziție | Jucător                           |
| --- | ---------------- | ------- | --------------------------------- |
| 3   | Țara Galilor     | F       | Neco Williams                     |
| 4   | Brazilia         | F       | Morato                            |
| 5   | Brazilia         | F       | Murillo                           |
| 6   | Coasta de Fildeș | M       | Ibrahim Sangaré                   |
| 7   | Anglia           | A       | Callum Hudson-Odoi                |
| 8   | Anglia           | M       | Elliot Anderson                   |
| 9   | Nigeria          | A       | Taiwo Awoniyi                     |
| 10  | Anglia           | M       | Morgan Gibbs-White (vice-căpitan) |
| 11  | Noua Zeelandă    | A       | Chris Wood                        |
| 14  | Elveția          | A       | Dan Ndoye                         |
| 15  | Franța           | A       | Arnaud Kalimuendo                 |
| 16  | Argentina        | M       | Nicolás Domínguez                 |
| 17  | Germania         | F       | Eric da Silva Moreira             |
| 18  | Scoția           | P       | Angus Gunn                        |
| 19  | Brazilia         | A       | Igor Jesus                        |

| Nr. |                  | Poziție | Jucător              |
| --- | ---------------- | ------- | -------------------- |
| 20  | Portugalia       | A       | Jota Silva           |
| 21  | Anglia           | M       | Omari Hutchinson     |
| 22  | Anglia           | M       | Ryan Yates (căpitan) |
| 23  | Brazilia         | F       | Jair Cunha           |
| 25  | Nigeria          | A       | Emmanuel Dennis      |
| 26  | Belgia           | P       | Matz Sels            |
| 27  | Anglia           | F       | Omar Richards        |
| 30  | Coasta de Fildeș | F       | Willy Boly           |
| 31  | Serbia           | F       | Nikola Milenković    |
| 32  | Noua Zeelandă    | M       | Marko Stamenić       |
| 33  | Brazilia         | P       | Carlos Miguel        |
| 34  | Nigeria          | F       | Ola Aina             |
| 36  | Angola           | F       | David Carmo          |
| 38  | Anglia           | A       | Josh Bowler          |
| 44  | Anglia           | F       | Zach Abbott          |

### Împrumutați
| Nr. |               | Poziție | Jucător                                       |
| --- | ------------- | ------- | --------------------------------------------- |
|     | Noua Zeelandă | F       | Tyler Bindon (împrumutat la Sheffield United) |

## Palmares și statistici
Nottingham Forest este singurul club care a câștigat Cupa Campionilor Europeni mai mult decât propriul campionat național (s-a calificat pentru ediția 1979-1980 ca câștigător al ediției precedente). De asemenea, este singurul club care s-a încoronat campion european care a coborât după aceea la a 3-a divizie națională.

### Titluri și trofee
| Campionatele Naționale | Cupele Naționale | Competiții Internaționale |
| - Premier League (1) : - Campioni : 1977–78. - Vice-campioni : 1967, 1979. - EFL Championship (3) : - Campioni : 1906-07 , 1921–22 , 1997–98. - Vice-campioni : 1957, 1994. - Football League One (1) : - Campioni : 1950–51. - Vice-campioni : 1958, 2008. - Football Alliance (1) : - Câștigători : 1892. | - Cupa Angliei (2) : - Câștigători : 1898, 1959. - Finalistă : 1991. - Cupa Ligii (4) : - Câștigători : 1978, 1979, 1989, 1990. - Finalistă : 1980, 1992. - Supercupa Angliei (1) : - Câștigători : 1978. - Finalistă : 1959. - Full Members Cup (2) : - Câștigători : 1989, 1992. | - Liga Campionilor : - Câștigători (2) - 1979, 1980 - Cupa UEFA : - Semifinala (1) - 1984 - Sferturi (1) - 1996 - Supercupa Europei : - Câștigători (1) : 1979 - Finalistă : 1980 - Cupa Intercontinentală : - Finalistă : 1980 - Cupa Anglo-Scoțiană : - Câștigători (1) - 1977 |

### Finale
| Finale jucate de Nottingham Forest în Cupele Naționale | Finale jucate de Nottingham Forest în Cupele Naționale | Finale jucate de Nottingham Forest în Cupele Naționale | Finale jucate de Nottingham Forest în Cupele Naționale | Finale jucate de Nottingham Forest în Cupele Naționale | Finale jucate de Nottingham Forest în Cupele Naționale | Finale jucate de Nottingham Forest în Cupele Naționale | Finale jucate de Nottingham Forest în Cupele Naționale | Finale jucate de Nottingham Forest în Cupele Naționale | Finale jucate de Nottingham Forest în Cupele Naționale | Finale jucate de Nottingham Forest în Cupele Naționale | Finale jucate de Nottingham Forest în Cupele Naționale | Finale jucate de Nottingham Forest în Cupele Naționale | Finale jucate de Nottingham Forest în Cupele Naționale | Finale jucate de Nottingham Forest în Cupele Naționale | Finale jucate de Nottingham Forest în Cupele Naționale | Finale jucate de Nottingham Forest în Cupele Naționale | Finale jucate de Nottingham Forest în Cupele Naționale | Finale jucate de Nottingham Forest în Cupele Naționale |                   |
| Cupa Angliei                                           | Cupa Angliei                                           | Cupa Angliei                                           | Cupa Angliei                                           | Cupa Angliei                                           | Cupa Angliei                                           | Cupa Angliei                                           | Cupa Angliei                                           | Cupa Angliei                                           |                                                        | Cupa Ligii Angliei                                     | Cupa Ligii Angliei                                     | Cupa Ligii Angliei                                     | Cupa Ligii Angliei                                     | Cupa Ligii Angliei                                     | Cupa Ligii Angliei                                     | Cupa Ligii Angliei                                     | Cupa Ligii Angliei                                     | Cupa Ligii Angliei                                     |                   |
| Câștigători                                            | Câștigători                                            | Câștigători                                            | Câștigători                                            |                                                        | Pierdanți                                              | Pierdanți                                              | Pierdanți                                              | Pierdanți                                              | Câștigători                                            | Câștigători                                            | Câștigători                                            | Câștigători                                            |                                                        | Pierdanți                                              | Pierdanți                                              | Pierdanți                                              | Pierdanți                                              |                                                        |                   |
| Anul                                                   | Campioni                                               | Scor                                                   | Adversar                                               | Anul                                                   | Finalistă                                              | Scor                                                   | Adversar                                               | Anul                                                   | Campioni                                               | Scor                                                   | Adversar                                               | Anul                                                   | Finalistă                                              | Scor                                                   | Adversar                                               |                                                        |                                                        |                                                        |                   |
| ------------------------------------------------------ | ------------------------------------------------------ | ------------------------------------------------------ | ------------------------------------------------------ | ------------------------------------------------------ | ------------------------------------------------------ | ------------------------------------------------------ | ------------------------------------------------------ | ------------------------------------------------------ | ------------------------------------------------------ | ------------------------------------------------------ | ------------------------------------------------------ | ------------------------------------------------------ | ------------------------------------------------------ | ------------------------------------------------------ | ------------------------------------------------------ | ------------------------------------------------------ | ------------------------------------------------------ | ------------------------------------------------------ | ----------------- |
| 1898                                                   | Nottingham                                             | 3 - 1                                                  | Derby County                                           | 1991                                                   | Nottingham                                             | 1 - 2                                                  | Tottenham                                              | 1978                                                   | Nottingham                                             | 1 - 0                                                  | Liverpool                                              | 1980                                                   | Nottingham                                             | 0 - 1                                                  | Wolves                                                 |                                                        |                                                        |                                                        |                   |
| 1959                                                   | Nottingham                                             | 2 - 1                                                  | Luton                                                  |                                                        |                                                        |                                                        |                                                        | 1979                                                   | Nottingham                                             | 3 - 2                                                  | Southampton                                            | 1992                                                   | Nottingham                                             | 0 - 1                                                  | Manchester United                                      |                                                        |                                                        |                                                        |                   |
|                                                        |                                                        |                                                        |                                                        |                                                        |                                                        |                                                        |                                                        | 1989                                                   | Nottingham                                             | 3 - 1                                                  | Luton                                                  |                                                        |                                                        |                                                        |                                                        |                                                        |                                                        |                                                        |                   |
|                                                        |                                                        |                                                        |                                                        |                                                        |                                                        |                                                        |                                                        | 1990                                                   | Nottingham                                             | 1 - 0                                                  | Oldham                                                 |                                                        |                                                        |                                                        |                                                        |                                                        |                                                        |                                                        |                   |
| Supercupa Angliei                                      |                                                        |                                                        |                                                        |                                                        |                                                        |                                                        |                                                        |                                                        |                                                        |                                                        |                                                        |                                                        |                                                        |                                                        |                                                        |                                                        |                                                        |                                                        |                   |
| Câștigători                                            | Câștigători                                            | Câștigători                                            | Câștigători                                            |                                                        | Pierdanți                                              | Pierdanți                                              | Pierdanți                                              | Pierdanți                                              |                                                        |                                                        |                                                        |                                                        |                                                        |                                                        |                                                        |                                                        |                                                        |                                                        |                   |
| Anul                                                   | Campioni                                               | Scor                                                   | Adversar                                               | Anul                                                   | Finalistă                                              | Scor                                                   | Adversar                                               |                                                        |                                                        |                                                        |                                                        |                                                        |                                                        |                                                        |                                                        |                                                        |                                                        |                                                        |                   |
| 1978                                                   | Nottingham                                             | 5 - 0                                                  | Ipswich                                                | 1959                                                   | Nottingham                                             | 1 - 3                                                  | Wolves                                                 |                                                        |                                                        |                                                        |                                                        |                                                        |                                                        |                                                        |                                                        |                                                        |                                                        |                                                        |                   |
| Finale jucate de Nottingham Forest în Cupele Europene  |                                                        |                                                        |                                                        |                                                        |                                                        |                                                        |                                                        |                                                        |                                                        |                                                        |                                                        |                                                        |                                                        |                                                        |                                                        |                                                        |                                                        |                                                        |                   |
| Liga Campionilor UEFA                                  | Liga Campionilor UEFA                                  | Liga Campionilor UEFA                                  | Liga Campionilor UEFA                                  |                                                        | Cupa Intercontinentală                                 | Cupa Intercontinentală                                 | Cupa Intercontinentală                                 | Cupa Intercontinentală                                 |                                                        | Supercupa Europei                                      | Supercupa Europei                                      | Supercupa Europei                                      | Supercupa Europei                                      | Supercupa Europei                                      | Supercupa Europei                                      | Supercupa Europei                                      | Supercupa Europei                                      | Supercupa Europei                                      | Supercupa Europei |
| Câștigători                                            | Câștigători                                            | Câștigători                                            | Câștigători                                            | Pierdanți                                              | Pierdanți                                              | Pierdanți                                              | Pierdanți                                              | Câștigători                                            | Câștigători                                            | Câștigători                                            | Câștigători                                            |                                                        | Pierdanți                                              | Pierdanți                                              | Pierdanți                                              | Pierdanți                                              |                                                        |                                                        |                   |
| Anul                                                   | Campioni                                               | Scor                                                   | Adversar                                               | Anul                                                   | Finalistă                                              | Scor                                                   | Adversar                                               | Anul                                                   | Campioni                                               | Scor                                                   | Adversar                                               | Anul                                                   | Campioni                                               | Scor                                                   | Adversar                                               |                                                        |                                                        |                                                        |                   |
| 1979                                                   | Nottingham                                             | 1 - 0                                                  | Malmö FF                                               | 1980                                                   | Nottingham                                             | 0 - 1                                                  | Nacional                                               | 1979                                                   | Nottingham                                             | 2 - 1                                                  | FC Barcelona                                           | 1980                                                   | Nottingham                                             | 2 - 2(ag)                                              | Valencia                                               |                                                        |                                                        |                                                        |                   |
| 1980                                                   | Nottingham                                             | 1 - 0                                                  | Hamburg                                                |                                                        |                                                        |                                                        |                                                        |                                                        |                                                        |                                                        |                                                        |                                                        |                                                        |                                                        |                                                        |                                                        |                                                        |                                                        |                   |

## Jucători notabili

### Fotbalistul anului

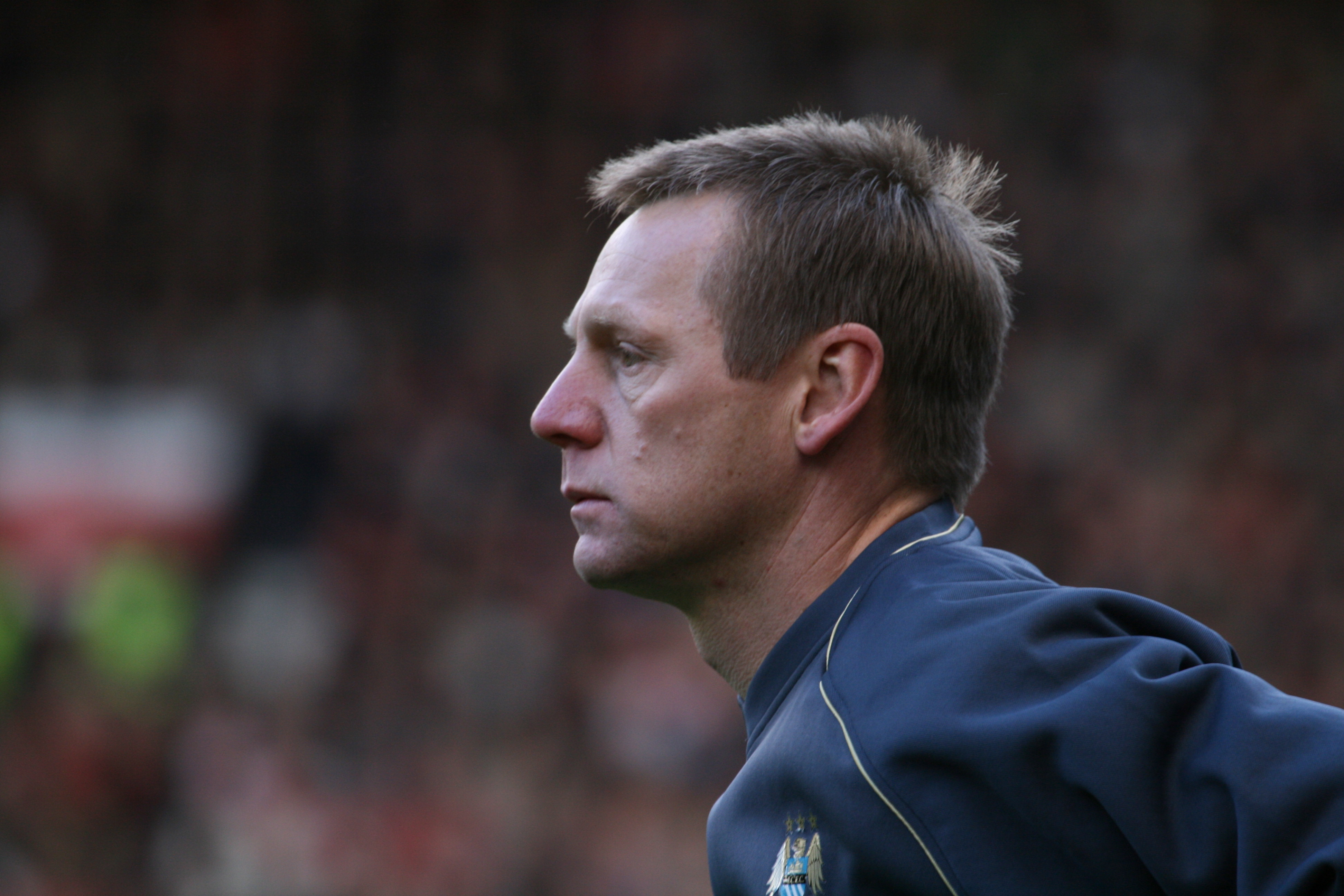
Fostul căpitan și actualul antrenor al clubului Stuart Pearce a devenit Fotbalistul Anului de 3 ori, un record pe care îl împarte cu Des Walker.

| An   | Câștigător       |
| ---- | ---------------- |
| 1977 | Tony Woodcock    |
| 1978 | Kenny Burns      |
| 1979 | Garry Birtles    |
| 1980 | Larry Lloyd      |
| 1981 | Kenny Burns      |
| 1982 | Peter Shilton    |
| 1983 | Steve Hodge      |
| 1984 | Chris Fairclough |
| 1985 | Jim McInally     |
| 1986 | Nigel Clough     |
| 1987 | Des Walker       |
| 1988 | Nigel Clough     |
| 1989 | Stuart Pearce    |
| 1990 | Des Walker       |
| 1991 | Stuart Pearce    |
| 1992 | Des Walker       |
| 1993 | Steve Sutton     |
| 1994 | David Phillips   |
| 1995 | Steve Stone      |

| An   | Câștigător           |
| ---- | -------------------- |
| 1996 | Stuart Pearce        |
| 1997 | Colin Cooper         |
| 1998 | Pierre van Hooijdonk |
| 1999 | Alan Rogers          |
| 2000 | Dave Beasant         |
| 2001 | Chris Bart-Williams  |
| 2002 | Gareth Williams      |
| 2003 | David Johnson        |
| 2004 | Andy Reid            |
| 2005 | Paul Gerrard         |
| 2006 | Ian Breckin          |
| 2007 | Grant Holt           |
| 2008 | Julian Bennett       |
| 2009 | Chris Cohen          |
| 2010 | Lee Camp             |
| 2011 | Luke Chambers        |
| 2012 | Garath McCleary      |
| 2013 | Chris Cohen          |
| 2014 | Andy Reid            |

### All-time XI
În 1997 și 1998, în cadrul lansării cății The Official History of Nottingham Forest, s-a organizat un voting pentru a decide Cel mai bun 11 din istoria clubului, ”All Time XI”.
| Jucător          | Perioada la club |
| ---------------- | ---------------- |
| Peter Shilton    | 1977–82          |
| Viv Anderson     | 1974–84          |
| Des Walker       | 1984–92; 2002–04 |
| Kenny Burns      | 1977–81          |
| Stuart Pearce    | 1985–97          |
| Martin O'Neill   | 1971–81          |
| Roy Keane        | 1990–93          |
| Archie Gemmill   | 1977–79          |
| Ian Storey-Moore | 1962–72          |
| Trevor Francis   | 1979–81          |
| John Robertson   | 1970–83; 1985–86 |

## Antrenori
| #  | Antrenor                     | Început        | Sfârșit        | Meciuri | Victorii | Remize | Înfrângeri | % victorii | % remize | % înfrângeri |
| -- | ---------------------------- | -------------- | -------------- | ------- | -------- | ------ | ---------- | ---------- | -------- | ------------ |
| 1  | Harry Radford                | 1 august 1889  | 31 mai 1897    | 176     | 69       | 34     | 73         | 39.2%      | 19.3%    | 41.5%        |
| 2  | Harry Haslam                 | 1 august 1897  | 31 mai 1905    | 462     | 188      | 104    | 170        | 40.7%      | 22.5%    | 36.8%        |
| 3  | Fred Earp                    | 1 august 1909  | 31 mai 1912    | 120     | 35       | 26     | 59         | 29.2%      | 21.7%    | 49.2%        |
| 4  | Bob Masters                  | 1 august 1912  | 31 mai 1925    | 385     | 108      | 97     | 180        | 28.1%      | 25.2%    | 46.8%        |
| 5  | John Baynes                  | 1 august 1925  | 31 mai 1929    | 182     | 69       | 47     | 66         | 37.9%      | 25.8%    | 36.3%        |
| 6  | Stan Hardy                   | 1 august 1930  | 31 mai 1931    | 43      | 14       | 9      | 20         | 32.6%      | 20.9%    | 46.5%        |
| 7  | Noel Watson                  | 1 august 1931  | 31 mai 1936    | 223     | 79       | 57     | 87         | 35.4%      | 25.6%    | 39.0%        |
| 8  | Harold Wightman              | 1 august 1936  | 31 mai 1939    | 119     | 33       | 27     | 59         | 27.7%      | 22.7%    | 49.6%        |
| 9  | Billy Walker                 | 1 mai 1939     | 1 iunie 1960   | 650     | 272      | 147    | 231        | 41.8%      | 22.6%    | 35.5%        |
| 10 | Andy Beattie                 | 1 Sep 1960     | 1 iulie 1963   | 140     | 52       | 30     | 58         | 37.1%      | 21.4%    | 41.4%        |
| 11 | Johnny Carey                 | 1 iulie 1963   | 31 dec 1968    | 267     | 99       | 65     | 93         | 38.5%      | 25.3%    | 36.2%        |
| 11 | Matt Gillies                 | 1 ian 1969     | 20 oct 1972    | 177     | 49       | 48     | 80         | 27.7%      | 27.1%    | 45.2%        |
| 13 | Dave Mackay                  | 2 Nov 1972     | 23 oct 1973    | 44      | 13       | 14     | 17         | 29.5%      | 31.8%    | 38.6%        |
| 14 | Allan Brown                  | 19 Nov 1973    | 3 ian 1975     | 57      | 20       | 17     | 20         | 35.1%      | 29.8%    | 35.1%        |
| 15 | Brian Clough                 | 3 ian 1975     | 8 mai 1993     | 968     | 447      | 258    | 263        | 46.2%      | 26.7%    | 27.2%        |
| 16 | Frank Clark                  | 13 mai 1993    | 19 dec 1996    | 178     | 73       | 58     | 47         | 41.0%      | 32.6%    | 26.4%        |
| 17 | Stuart Pearce                | 20 dec 1996    | 8 mai 1997     | 23      | 7        | 9      | 7          | 30.4%      | 39.1%    | 30.4%        |
| 18 | Dave Bassett                 | 8 mai 1997     | 5 ian 1999     | 77      | 30       | 20     | 24         | 42.9%      | 26.0%    | 31.2%        |
| 19 | Micky Adams                  | 5 ian 1999     | 11 ian 1999    | 1       | 0        | 0      | 1          | 0.0%       | 0.0%     | 100.0%       |
| 20 | Ron Atkinson                 | 11 ian 1999    | 16 mai 1999    | 17      | 5        | 2      | 10         | 29.4%      | 11.8%    | 58.8%        |
| 21 | David Platt                  | 1 iulie 1999   | 12 iulie 2001  | 103     | 37       | 25     | 41         | 35.9%      | 24.3%    | 39.8%        |
| 22 | Paul Hart                    | 12 iulie 2001  | 7 feb 2004     | 135     | 42       | 44     | 49         | 31.1%      | 32.6%    | 36.3%        |
| 23 | Joe Kinnear                  | 10 feb 2004    | 16 dec 2004    | 44      | 15       | 15     | 14         | 34.1%      | 34.1%    | 31.8%        |
| 24 | Mick Harford                 | 16 dec 2004    | 10 ian 2005    | 6       | 2        | 1      | 3          | 33.3%      | 16.7%    | 50.0%        |
| 25 | Gary Megson                  | 10 ian 2005    | 16 feb 2006    | 59      | 17       | 18     | 24         | 28.8%      | 30.5%    | 40.7%        |
| 26 | Frank Barlow & Ian McParland | 17 feb 2006    | 30 mai 2006    | 13      | 8        | 4      | 1          | 61.5%      | 30.8%    | 7.7%         |
| 27 | Colin Calderwood             | 30 mai 2006    | 26 dec 2008    | 109     | 52       | 33     | 24         | 47.7%      | 30.3%    | 22.0%        |
| 28 | John Pemberton               | 27 dec 2008    | 4 ian 2009     | 2       | 2        | 0      | 0          | 100.0%     | 0.0%     | 0.0%         |
| 29 | Billy Davies                 | 4 ian 2009     | 12 iunie 2011  | 126     | 53       | 36     | 37         | 42.1%      | 28.6%    | 29.4%        |
| 30 | Steve McClaren               | 13 iunie 2011  | 2 oct 2011     | 13      | 3        | 3      | 7          | 23.1%      | 23.1%    | 53.8%        |
| 31 | Steve Cotterill              | 14 oct 2011    | 12 iulie 2012  | 38      | 12       | 7      | 19         | 31.6%      | 18.4%    | 50.0%        |
| 32 | Sean O'Driscoll              | 20 iulie 2012  | 26 dec 2012    | 26      | 10       | 9      | 7          | 38.5%      | 34.6%    | 26.9%        |
| 33 | Alex McLeish                 | 27 dec 2012    | 5 feb 2013     | 7       | 1        | 2      | 4          | 14.3%      | 28.6%    | 57.1%        |
| 34 | Billy Davies                 | 7 feb 2013     | 24 martie 2014 | 53      | 21       | 20     | 12         | 39.6%      | 37.7%    | 22.6%        |
| 35 | Gary Brazil                  | 24 martie 2014 | 3 mai 2014     | 9       | 2        | 2      | 5          | 22.2%      | 22.2%    | 55.6%        |
| 36 | Stuart Pearce                | 1 iulie 2014   |                |         |          |        |            |            |          |              |